# ニシャヴァ郡

ニシャヴァ郡
Нишавски округ
Nišavski okrug

ニシャヴァ郡（ニシャヴァぐん、セルビア語: Нишавански округ / Nišavanski okrug）は、セルビア中央部の郡。郡庁所在地は中央セルビアでベオグラードに次ぐ第二の都市、セルビア全体でも第三の都市であるニシュ。郡名もニシュに由来する。

## 基礎自治体
郡には6つの基礎自治体と、ニシュ市がある。郡庁所在地のニシュのみが市（град / grad）で、残りの5自治体はオプシュティナ（општина / opština）である。市はヴォイヴォディナ自治州・旧コソボ・メトヒヤ自治州を含めるとセルビア全土に24存在し、より強い自治権を有する。オプシュティナは日本の町・村に相当する。
- アレクシナツ (Aleksinac)
- スヴルリグ (Svrljig)
- メロシナ (Merošina)
- ラジャニ (Ražanj)
- ドリェヴァツ (Doljevac)
- ガジン・ハン (Gadžin Han)

また、規模の大きいニシュ市 (Niš) には市内に5つの都市区（градцка општина/ gradska opština, 英: city manucipalities）がある。
- メディヤナ (Medijana)
- ニシュカ・バニャ (Niška Banja)
- パリルラ (Palilula)
- パンテレイ (Pantelej)
- ツルヴェニ・クルスト (Crveni Krst)

## 民族構成
2002年の国勢調査による。
- セルビア人 = 361,959
- ロマ = 9,224

## 歴史・文化
ニシュ市内には、17世紀末に築かれ、バルカン半島で最もよく保存された要塞であるニシュ要塞がある。また、ニシュ郊外には、トルコ人がチェガルの戦い（1809年、ステヴァン・シンジェリッチ率いるセルビア人の軍勢がオスマン帝国に対して蜂起したもの）で没したセルビア人兵士の頭蓋骨で建てた骨の塔（セルビア語: Ћеле - кула / Ćele kula）が現存している。この戦いにオスマン帝国側が勝利を収めたことで、セルビア人の敗色は決定的となった。
また、スヴァ山地の裾野、ニーシュ市街から数キロのところにあるニシュカ・バニャは、セルビア国内で最も有名な温泉地である。